# 城西 (弘前市)
城西（じょうせい）は、青森県弘前市の地名。郵便番号は036-8275。

## 地理
北は河原町、北から北東のかけて駒越町、東は新町、南は茜町・南城西、西は樋の口に接する。

## 歴史

### 沿革
- 1966年（昭和41年） - 城西団地が完成。
- 1967年（昭和42年） - 河原町・南袋町・樋の口・駒越町・新町の一部から分離、城西一～五丁目になる。

### 地名の由来
当地が弘前城の西に位置することにちなむ。

## 世帯数と人口
2017年（平成29年）6月1日現在の世帯数と人口は以下の通りである。
| 丁目       | 世帯数    | 人口    |
| ---------- | --------- | ------- |
| 城西一丁目 | 172世帯   | 350人   |
| 城西二丁目 | 304世帯   | 596人   |
| 城西三丁目 | 290世帯   | 601人   |
| 城西四丁目 | 215世帯   | 458人   |
| 城西五丁目 | 242世帯   | 511人   |
| 計         | 1,223世帯 | 2,516人 |

## 施設

### 教育
- 高智会ダビデ保育園

### 医療
- 傍島内科医院
- やがわ歯科医院
- 山内治療医院
- 小友動物病院

### 福祉
- 老人福祉センター

### 商業
- 堀江保険センター
- 城西団地市場

### 公共
- 弘前城西郵便局
- 西交流センター

## 小・中学校の学区
市立小・中学校に通う場合、学区は以下の通りとなる。
| 大字       | 番地 | 小学校           | 中学校             |
| ---------- | ---- | ---------------- | ------------------ |
| 城西一丁目 | 全域 | 弘前市立西小学校 | 弘前市立第二中学校 |
| 城西二丁目 | 全域 | 弘前市立西小学校 | 弘前市立第二中学校 |
| 城西三丁目 | 全域 | 弘前市立西小学校 | 弘前市立第二中学校 |
| 城西四丁目 | 全域 | 弘前市立西小学校 | 弘前市立第二中学校 |
| 城西五丁目 | 全域 | 弘前市立西小学校 | 弘前市立第二中学校 |

## 交通
- 弘南バス

県営住宅前、城西三丁目、城西四丁目、城西二丁目、城西一丁目（弘前駅 - 城西大橋・工業高校経由 - 藤代営業所線、他）停留所。